# Кипарис болотний (пам'ятка природи)
Кипари́с боло́тний — ботанічна пам'ятка природи місцевого значення в Україні. Розташована в межах міста Ужгорода Закарпатської області, на вулиці Собранецькій, 96 (територія Закарпатської обласної санепідемстанції). 
Площа 0,02 га. Статус надано згідно з рішенням облвиконкому від 18.11.1969 року, № 414, та від 23.10.1984 року, № 253. Перебуває у віданні Закарпатської обласної санепідемстанції. 
Статус надано з метою збереження одного екземпляра таксодіума дворядного (інша назва — кипарис болотний; лат. Taxódium distichum), ендеміка Північної Америки.

## Галерея

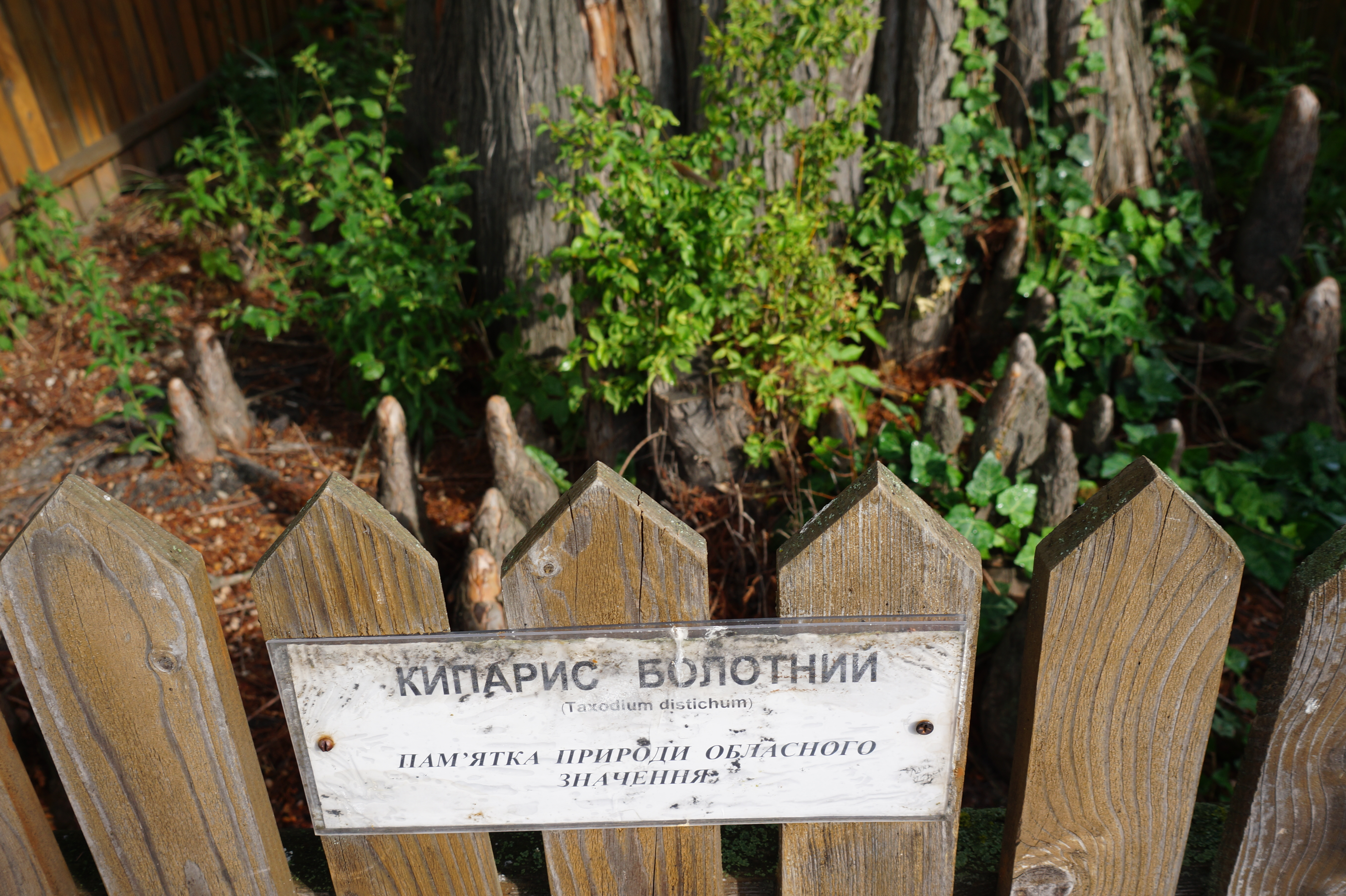
Табличка про пам'ятку природи
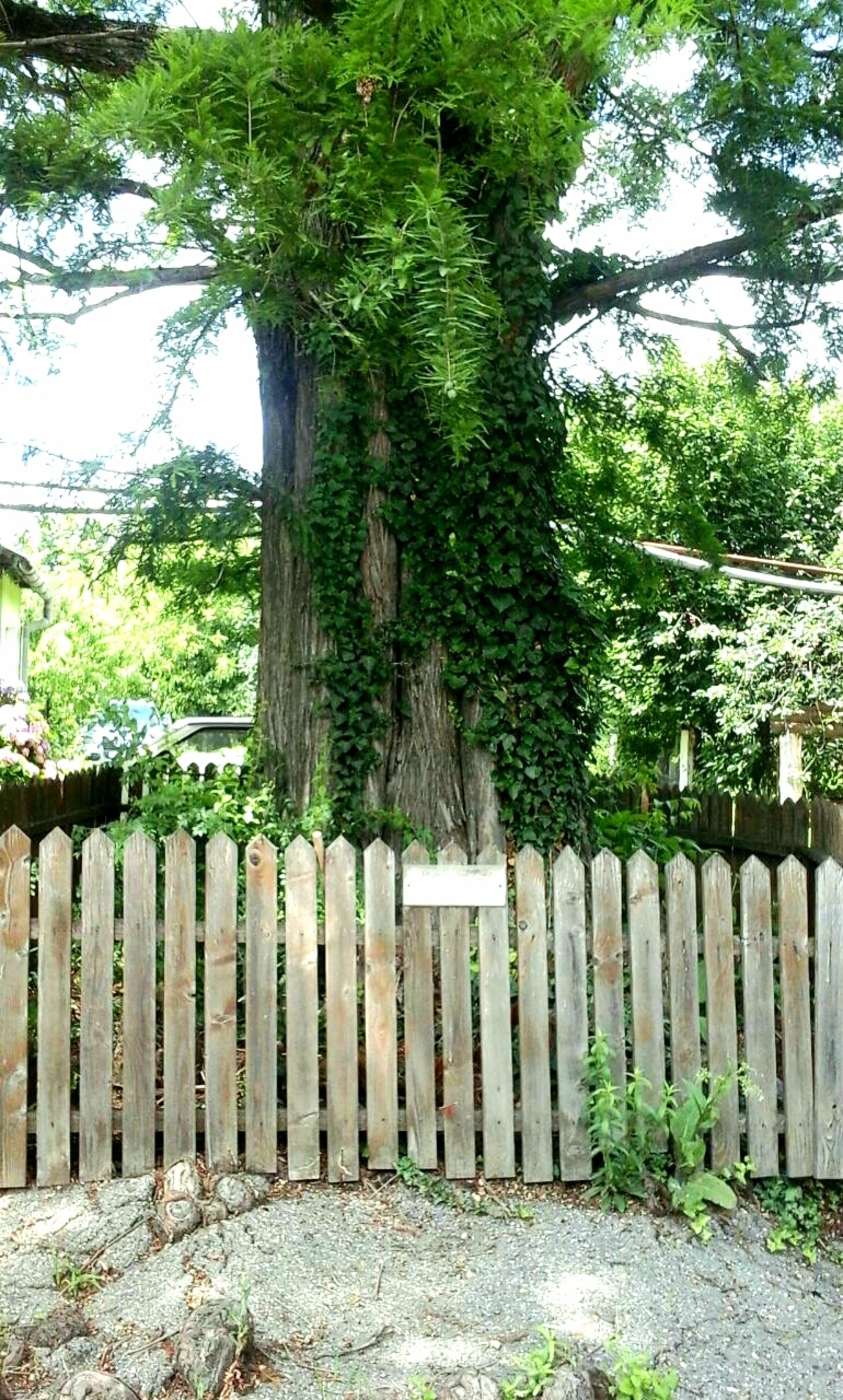
Дерево та огорожа перед ним
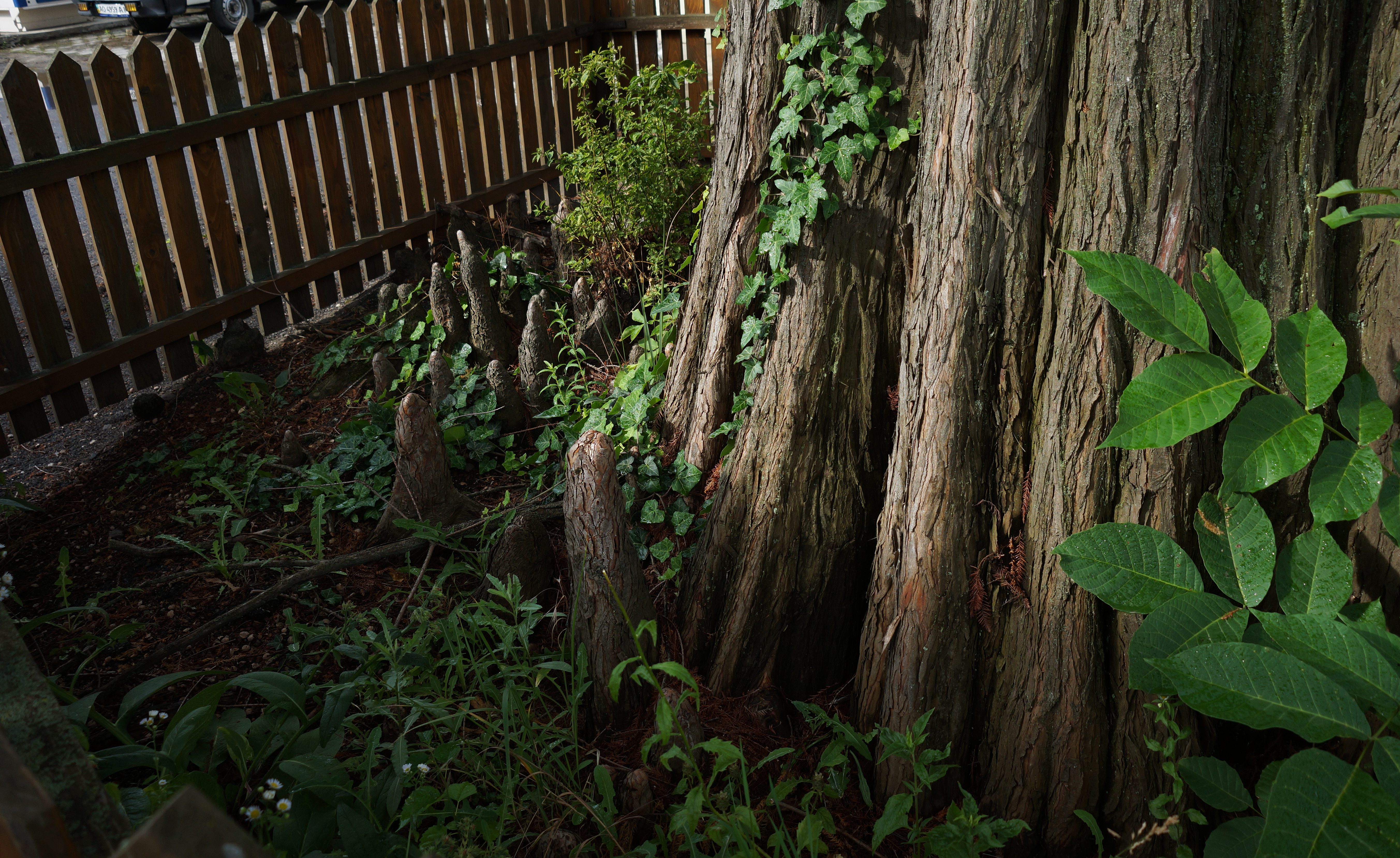
Підніжжя стовбура